# فلفل برازيلي
الفلفل البرازيلي أو شجرة الفلفل (الاسم العلمي: Schinus terebinthifolius).
هو نوع شجر دائم الخضرة موطنه الأصلي أمريكا الجنوبية. ثماره عبارة عن عنبات وردية اللون، يصنع منه الفلفل الوردي. على الرغم من تسميته بالفلفل، يعتبر الفلفل الوردي فلفلا زائفا وهو ليس مرتبط بالفلفل الأسود.

## الوصف النباتي
هو نوع شجر دائم الخضرة يصل ارتفاعه إلى 15 متر.

## الموطن و الإنتشار
رغم أن موطنه هو أمريكا الجنوبية، فإنه يتوجد في عدة بلدان مدارية. كما يلاحظ أنه نبات مجتاح، سهل التكاثر.

## الاستخدام
تستخدم حبات النبات الوردية كتوابل بدلا عن الفلفل الأسود.